# Natalja Witaljewna Schaposchnikowa
Natalja Witaljewna Schaposchnikowa (russisch Наталья Витальевна Шапошникова; * 24. Juni 1961 in Rostow am Don, Sowjetunion) ist eine ehemalige sowjetische Kunstturnerin, die bei den Olympischen Spielen 1980 vier Medaillen gewann, darunter zwei Goldene.

## Karriere
Schaposchnikowa siegte beim Turn-Weltcup 1977 im Sprungwettbewerb. Ihre erste große internationale Meisterschaft waren die Weltmeisterschaften 1978 in Straßburg. Die sowjetische Riege gewann den Mannschaftswettbewerb. Im Einzelmehrkampf gingen alle Medaillen an sowjetische Turnerinnen: Jelena Muchina gewann Gold vor Nelli Kim und Natalja Schaposchnikowa. Schaposchnikowa erreichte außerdem zwei Gerätefinals, im Sprung belegte sie den sechsten Platz, am Schwebebalken wurde sie Achte. 
Im Jahr darauf gewann Schaposchnikowa mit der sowjetischen Riege die Silbermedaille hinter den Rumäninnen bei den Weltmeisterschaften in Fort Worth. Bei den Europameisterschaften 1979 in Kopenhagen siegte im Mehrkampf Nadia Comăneci vor Emilia Eberle, als bestplatzierte sowjetische Turnerin erhielt Schaposchnikowa die Bronzemedaille. Schaposchnikowa gewann den Titel am Schwebebalken, im Bodenturnen siegte Nadia Comăneci vor den gleichauf liegenden Muchina und Schaposchnikowa. Ihre vierte Medaille gewann Schaposchnikowa mit Bronze im Sprung, am Stufenbarren belegte sie den sechsten Platz.
Der Saisonhöhepunkt 1980 waren die Olympischen Spiele in Moskau. Vor heimischem Publikum gewann die sowjetische Riege den Mannschaftswettbewerb in der Besetzung Jelena Dawydowa, Natalja Schaposchnikowa, Nelli Kim, Marija Filatowa, Stella Sacharowa und Jelena Naimuschina. Im Einzelmehrkampf verpasste Schaposchnikowa als Viertplatzierte knapp eine Medaille. Außer am Stufenbarren war sie in allen Gerätefinals qualifiziert. Sie gewann Gold im Sprung und Bronze sowohl am Schwebebalken als auch am Boden.
Schaposchnikowa beendete ihre Karriere nach den Olympischen Spielen und heiratete später den Turnweltmeister von 1981 Pavel Sut. Die beiden arbeiteten zunächst als Turnlehrer in Minsk, seit Mitte der 1990er Jahre betreiben sie ein Gymnastikstudio in Little Falls, New Jersey.